# 胡利奥·加西亚·费尔南德斯·德洛斯里奥斯
胡利奥·加西亚·费尔南德斯·德洛斯里奥斯（西班牙語：Julio García Fernández de los Ríos，1894年12月31日—1969年7月29日），西班牙男子马术运动员。他曾代表西班牙参加1928年夏季奥林匹克运动会马术比赛，获得一枚金牌。